# Сыреси (Ульяновская область)
Сыреси — село в Сурском районе Ульяновской области, входит в состав Хмелёвского сельского поселения.

## География
Находится на реке Хмелёвка на расстоянии примерно 18 километров по прямой на северо-запад от районного центра села Сурское.

## История
Основано предположительно в середине XVII века. Упоминается с 1624 года как мордовская деревня Новое Сыресево. В разное время называлось Черкасские Сыреси и Воскресенское.  
В 1780 году, при создании Симбирского наместничества, было три одноимённых населённых пункта: село Воскресенское Старые Сыреси тож (станет селом Сыреси), при ключах, дворцовых крестьян, деревня Сыреси (войдёт в состав села Сыреси), в вершинах речки Хмелевки, дворцовых крещеной мордвы и деревня Сыреси (станет селом Мордовские Сыреси), крещеной мордвы, экономических, дворцовых, которые вошли в Алатырский уезд. 
В 1861 году прихожанами был построен деревянный храм. Престолов в нём два: главный (холодный) во имя св. великомученика Димитрия Солунского и в приделе (теплый) в честь Рождества Пресвятые Богородицы.  
Церковно-приходское попечительство существует с 1900 года. В селе есть одноклассное земское училище.  
В 1913 году в селе было: дворов 388, жителей 2158, церковь.  
В советские годы работали колхозы им. Кирова, «Ульяновец» и им. Ленина.  

## Население
Население составляло: на 1900 г. прихожан: в с. Сыресях (н. р.; волост. правл.) в 110 двор. 348 м. и 335 ж.; в дер. Сыресях (при рч. Хмлевке; в 12 вер.: н. м.) в 133 двор. 421 м. и 421 ж.; всего в 243 двор. 769 м. и 756 ж.; сверх того раскольников-безпоповцев в 200 двор. 657 м. и 698 ж.; 89 человек в 2002 году (русские 92%), 52 по переписи 2010 года.

## Известные уроженцы
- Юфимов, Иван Степанович — Герой Советского Союза.